# Erzbistum Magdeburg

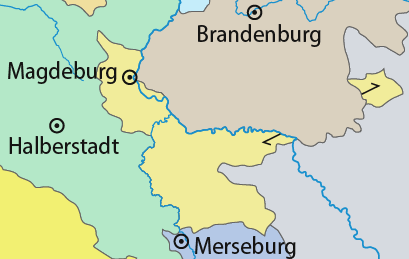
Erzbistum Magdeburg

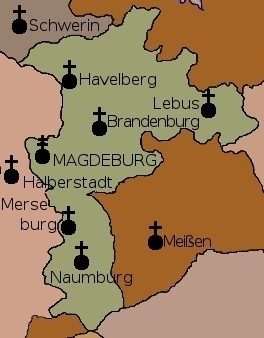
Kirchenprovinz Magdeburg

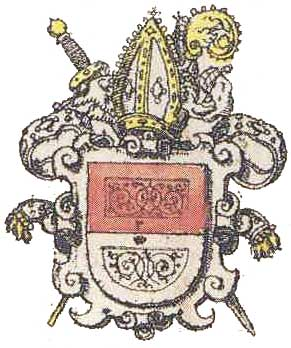
Wappen des Erzbistums Magdeburg nach Siebmachers Wappenbuch von 1605

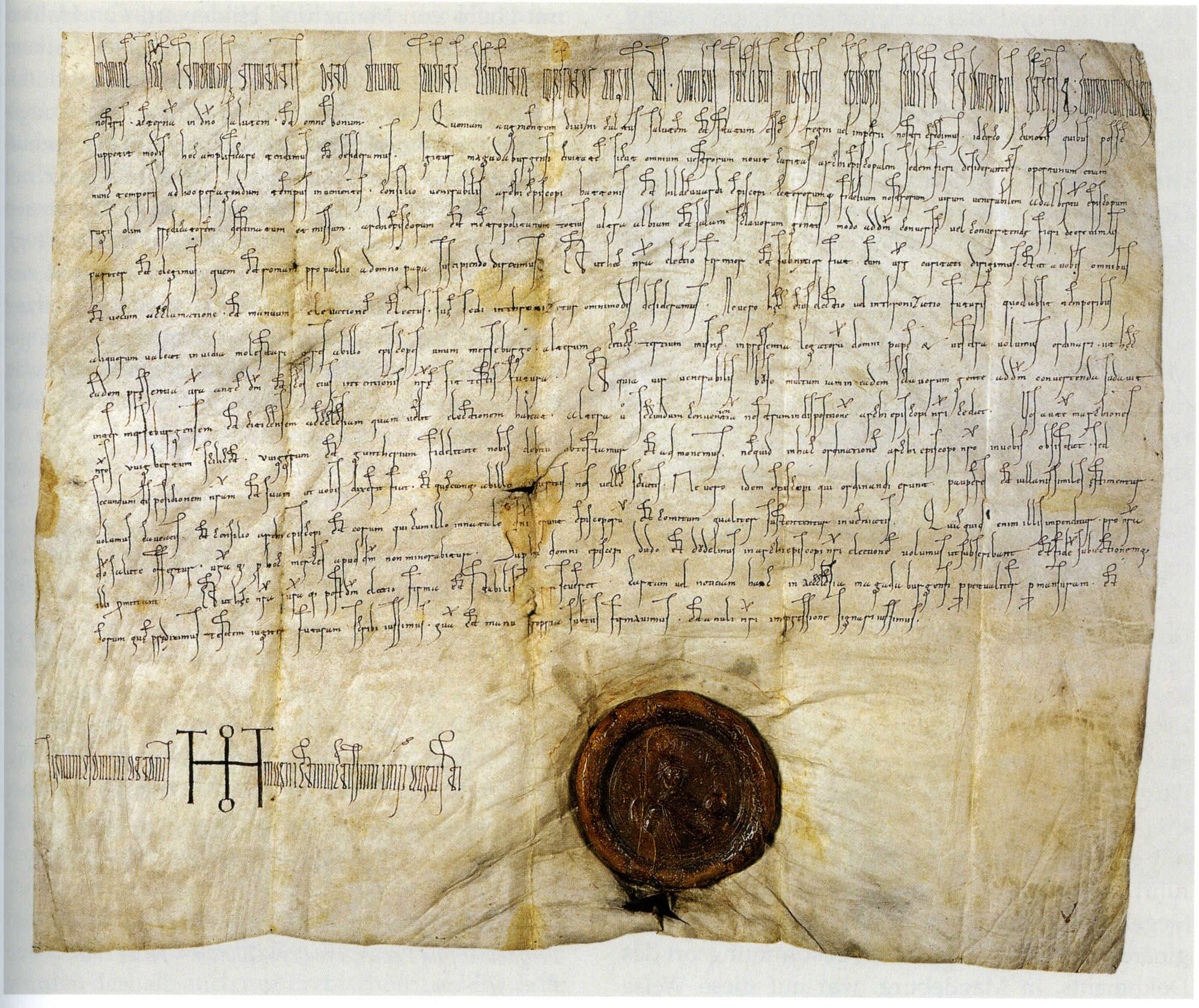
Verkündigung der Errichtung eines Erzbistums zu Magdeburg und deren Übertragung an Adalbert, 968.

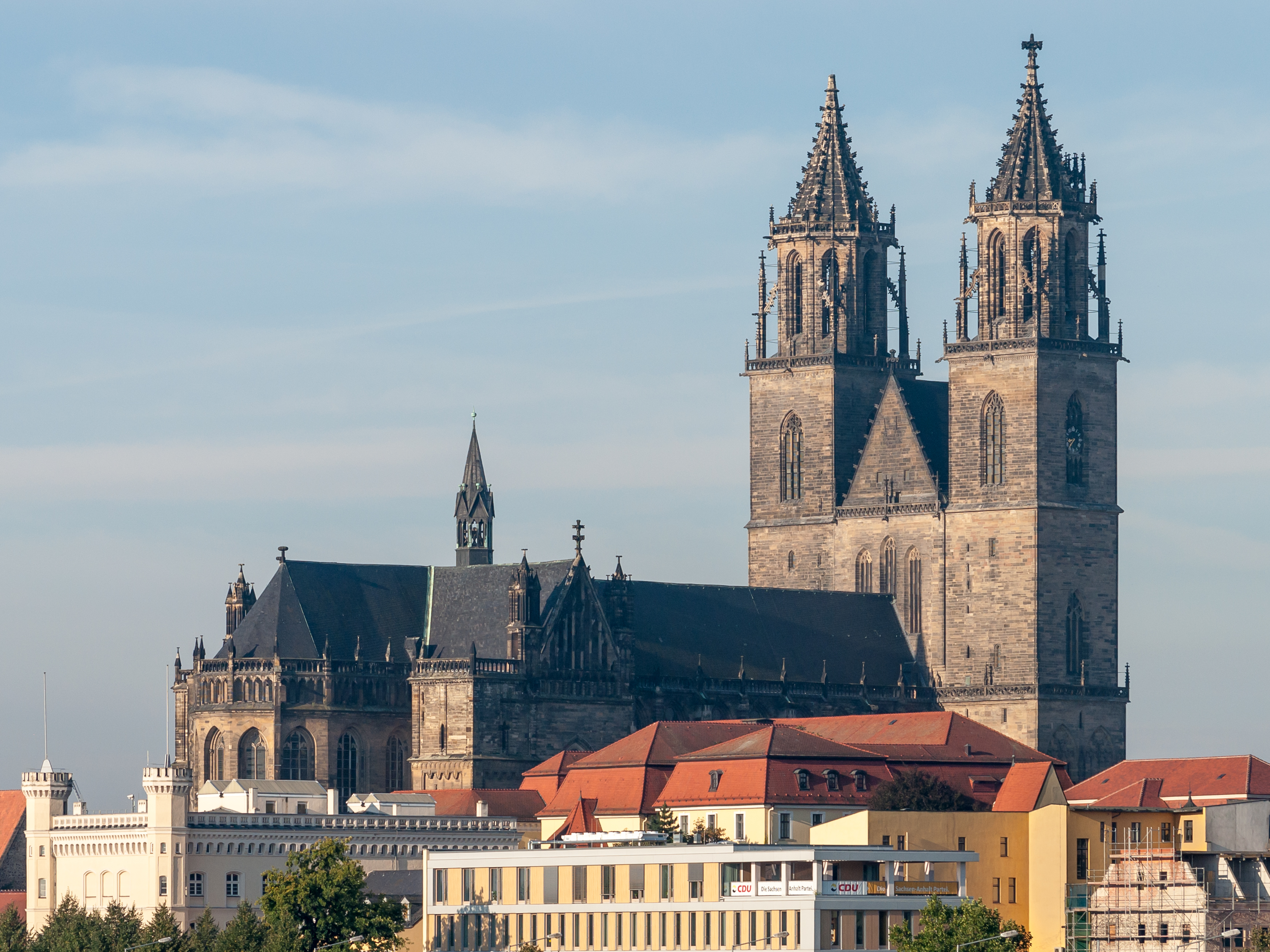
Der Magdeburger Dom, Kathedrale der Erzbischöfe von Magdeburg

Das Erzbistum Magdeburg (968 bis zur Reformation) ist ein untergegangenes historisches Bistum. Der Territorialbesitz des Bistums, das Erzstift Magdeburg, wurde 1648 in das Herzogtum Magdeburg umgewandelt und 1680 dem Kurfürsten von Brandenburg unterstellt.

## Geschichte
Auf der Synode von Ravenna im Jahr 967 erreichte Kaiser Otto I. die Zustimmung von Papst Johannes XIII. zur Errichtung Magdeburgs als Erzbistum. Dieser Beschluss berührte die Zuständigkeiten des Bistums Halberstadt und des Erzbistums Mainz. Erst nach dem Tode des Halberstädter Bischofs Bernhard von Halberstadt im Februar 968 und des Mainzer Erzbischofs Wilhelm im März 968 konnte Otto den Beschluss der Synode umsetzen.
Das Erzbistum Magdeburg wurde aus Gebieten der Diözese Halberstadt geschaffen. Schutzpatron des Erzbistums war der heilige Mauritius. Als Suffragane wurden dem Metropoliten die Nachbarbistümer Brandenburg, Havelberg, Zeitz, Merseburg und Meißen unterstellt. Erster Erzbischof von Magdeburg wurde 968 der Russenmissionar und Abt von Weißenburg, Adalbert. Neben seiner Stellung als Metropolit einer großen Kirchenprovinz war der Erzbischof auch Primas Germaniae. Von seiner Bedeutung im Hochmittelalter zeugt der mächtige Magdeburger Dom.
Im 12. Jahrhundert begründeten die Erzbischöfe auch eine Landesherrschaft. Ab 1476 geriet das Erzbistum zunehmend unter den Einfluss von Sachsen und Brandenburg. 1478 unterwarf der Magdeburger Erzbischof Ernst von Wettin die Stadt Halle. Dort ließ er ab 1484 die Moritzburg erbauen, die er im Mai 1503 bezog. Die Moritzburg wurde zur bevorzugten Residenz der Magdeburger Erzbischöfe.
Während der Reformation traten große Teile der Bevölkerung des Erzbistums zum lutherischen Bekenntnis über. Erst im Verlaufe des Dreißigjährigen Krieges erhielt das Erzbistum vorübergehend noch einmal einen katholischen Erzbischof, doch war an eine Rekatholisierung der Bevölkerung im Erzbistum nicht zu denken.
Im Westfälischen Frieden von 1648 wurde das Territorium des Erzstifts Magdeburg, also der weltliche Besitz des Erzbischofs von Magdeburg, als erbliches Herzogtum Magdeburg dem Kurfürstentum Brandenburg zugesprochen. Diese Bestimmung trat nach dem Tode des letzten Administrators Herzog August von Sachsen-Weißenfels im Jahr 1680 in Kraft. Das 1994 gegründete Bistum Magdeburg sieht sich in der Tradition des früheren Erzbistums.